# Bristol (Virginia Occidental)
Bristol es un área no incorporada ubicada dentro del Distrito Suroeste, una división civil menor del condado de Harrison (Virginia Occidental), Estados Unidos. Está catalogada como un asentamiento humano por la Junta de Nombres Geográficos de los Estados Unidos.
El número de identificación (ID) asignado por el Servicio Geológico de Estados Unidos es 1553979.

## Geografía
Se encuentra a una altitud de 313 metros sobre el nivel del mar (1027 pies) según el conjunto de datos de elevación nacional.